# Харьковская площадь
Ха́рьковская площадь — площадь в Дарницком районе Киева в местности Красный Хутор.
Расположена между Харьковским шоссе, Ташкентской улицей, Бориспольским шоссе, Светлой улицей, Коллекторной улицей и проспектом Николая Бажана.

## История
Возникла и получила название в начале 1980-х годов. В 2005 году планировалась реконструкция площади в связи со строительством станции метро Бориспольская, но из-за недостатка средств реконструкция была отложена. Тем не менее, площадь была переоборудована, через центральную клумбу проложена дорога, соединившая Бориспольское шоссе с проспектом Николая Бажана для облегчения движения в город.
Станция метро Бориспольская была открыта 23 августа 2005 года.

## Транспорт
- Станция метро «Бориспольская»
- Автобусы: 104, 16
- Трамвай 29

## Почтовый индекс
02088